# Enotria
Enotria era una región histórico-geográfica del sur de Italia, difícil de delimitar, pero que ciertamente incluía las actuales regiones de Cilento, Basilicata y Calabria, habitadas por los Enotrios, entre las primeras personas itálicas indoeuropeas.
El nombre Enotria deriva del griego ôinos (vino) debido a los florecientes y numerosos viñedos de la zona.

## El territorio
Formaban parte de Enotria el actual Cilento, la parte central y meridional de Basilicata y la parte de Calabria que es delimitada al norte por el río Lao, al sur por el istmo de Catanzaro (el más estrecho de Italia), al oeste por el mar Tirreno y al este por la meseta montañosa de La Sila. Fue denominada Enotria por muchos escritores en el período comprendido entre el siglo VIII al IV aC.
Al carecer de investigaciones arqueológicas profundas y sistemáticas, las contradicciones que surgen de una documentación literaria algo fragmentada y manipulada, dejan espacio para más y diferentes conjeturas sobre la extensión territorial y la delimitación exacta de Enotria.
El historiador griego Dionisio de Halicarnaso la describe como una tierra excelente para la agricultura y el pastoreo, escasamente poblada, pero muy grande.